# Малохалілово
Малохалі́лово (рос. Малохалилово) — присілок у складі Гайського міського округу Оренбурзької області, Росія.

## Населення
Населення — 62 особи (2010; 84 у 2002).
Національний склад (станом на 2002 рік):
- башкири — 77 %